# Ernst (Baden-Durlach)

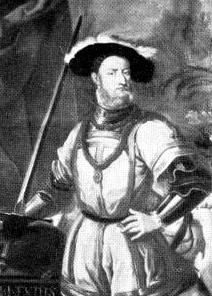
Markgraf Ernst von Baden – Pforzheimer Teil

Markgraf Ernst I. von Baden-Durlach (* 7. Oktober 1482 in Pforzheim; † 6. Februar 1553 in Sulzburg) war ab 1533 regierender Markgraf von Baden-Pforzheim (später Baden-Durlach genannt) und hatte ab 1537 in Pforzheim seine Residenz. Ernst ist der Stammvater der sogenannten „Ernestinischen Linie“ des Hauses Baden – der Linie, aus der die späteren Großherzöge entstammten.
In der damaligen Zeit beschäftigten die aufkommende Reformation und die häufigen Türkenkriege Deutschland. Markgraf Ernst versuchte in dieser bewegten Zeit eine mittlere Stellung zwischen Protestanten und Katholiken einzunehmen und nahm am Schmalkaldischen Krieg nicht teil.

## Leben
Ernst war der siebte Sohn des Markgrafen Christoph I. von Baden und der Ottilie von Katzenelnbogen.
Ernst war zunächst – wie die Mehrzahl seiner Brüder – für den geistlichen Stand bestimmt und wurde 1496 in Graben vom Generalvikar des Bistums Speyer kirchlich geweiht. Aber er war nicht gewillt, auf sein Erbe zu verzichten, und wechselte von der geistlichen in eine militärische Laufbahn. 1509 nahm er am Feldzug Kaiser Maximilians gegen die Republik Venedig teil.
Sein Vater Christoph beabsichtigte, den 5. Sohn, Philipp von Baden, zu seinem alleinigen Nachfolger zu machen, da er ihn für am meisten befähigt hielt, das Land zu regieren, und zudem wollte Christoph eine Landesteilung vermeiden. Als Christoph am 18. Juni 1511 von den Landschaften Rötteln, Sausenberg und Badenweiler verlangte, seinem Sohn Philipp zu huldigen, weigerten sich diese. Auch bei weiteren Zusammenkünften der Landschaft in Rötteln und 1512 in Kandern wurde eine Huldigung abgelehnt, da man nicht in die internen Zwistigkeiten des Hauses Baden hineingezogen werden wollte. Ernst hatte nämlich den Landschaften angedroht, dass er gewaltsam vorgehen würde, sofern seinem Bruder gehuldigt würde.
Er verwaltete bereits 1515 wie auch seine beiden Brüder Philipp von Baden und Bernhard III. von Baden von seinem Vater Christoph I. von Baden Teile der Markgrafschaft Baden. Das Land war damit in die Markgrafschaft Baden-Baden („Bernhardinische Linie“) und die Markgrafschaft Baden-Durlach („Ernestinische Linie“) geteilt. Erst 1771 wurde es unter Markgraf Karl Friedrich von Baden, einem Nachkommen der Ernestinischen Linie, nach Aussterben der anderen Linien, durch einen Hausvertrag, der die Erbfolge regelte, wieder vereint.

### Statthalter im Oberland 1515–1527
Nachdem seine Brüder Bernhard und Philipp am 26. Juli 1515 den Landschaften ihr Einverständnis mit der Landesteilung erklärt hatten, konnte Ernst am 1. August 1515 die Regierung als Statthalter und ab 15. Januar 1516 als Vormund seines Vaters Teile des badischen Oberlandes übernehmen und errichtete in Sulzburg, das als Residenz diente, ein Schloss. 1517 erließ er eine Landesordnung für seine Herrschaften.
Am 1. Juli 1518 verständigten sich Philipp und Ernst darauf, den Vater im Schloss Hohenbaden einzuschließen, da seine Geisteskrankheit sich verschlimmert hatte. Kaiser Maximilian genehmigte dies.
1521 hob er das Kloster Sulzburg wegen der dort herrschenden Missstände auf. 1522 gewährte er dem evangelischen Pfarrer von Kenzingen, Jakob Otter, Asyl. Nachdem sein Vater Christoph 19. März 1527 verstorben war, konnte Ernst seine Herrschaften im eigenen Namen regieren.

#### Markgraf Ernst und der Bauernkrieg
|  | 11. Dezember 1524  | Plünderung der Benediktinerabtei St. Trudpert                                                                                                   |
|  | 20. Dezember 1524  | Niederschlagung des Aufstandes im Münstertal |
|  | 17. April 1525     | die Ausschüsse der oberbadischen Landschaften tagen in Kandern und bringen ihre Forderungen in gemäßigter Form vor                              |
|  | ≈2. Mai 1525       | die Ausschüsse der oberbadischen Landschaften übernehmen in Badenweiler die 12 Artikel der schwäbischen Bauern und wollen nicht mehr verhandeln |
|  | 3. Mai 1525        | die st. blasischen Propsteien Weitenau, Bürgeln und Sitzenkirch werden geplündert                                                               |
|  | ≈7. Mai 1525       | die Markgräfler Bauern beteiligen sich an der Plünderung des Johanniterschlosses in Heitersheim                                                 |
|  | 9. Mai 1525        | die Bauern zwingen die Stadt Neuenburg in ihre Verbindung                                                                                       |
|  | ≈15. Mai 1525      | die Bauern besetzen die Schlösser Rötteln, Sausenberg und Badenweiler                                                                           |
|  | 17. Mai 1525       | die Stadt Freiburg ist von 12000 Bauern aller umgebenden Landschaften eingeschlossen                                                            |
|  | 18. Mai 1525       | Bauern beschießen Freiburg mit Artillerie und beschädigen das Münster                                                                           |
|  | 21. Mai 1525       | Waffenstillstand zwischen den Bauern und der Stadt Freiburg                                                                                     |
|  | 22. Mai 1525       | die Bauern besetzen Freiburg |
|  | 24. Mai 1525       | Bauern erzwingen von Freiburg den vertraglichen Beitritt zu ihrem Bund                                                                          |
|  | 26. Mai 1525       | Breisach widersteht den Bauern und verbleibt neutral                                                                                            |
|  | 13. Juni 1525      | Vertrag zwischen Ernst und den oberbadischen Landschaften in Offenburg                                                                          |
|  | 17. Juni 1525      | Nachverhandlungen in Freiburg zum Offenburger Vertrag                                                                                           |
|  | 25. Juli 1525      | 1. Vertrag zwischen Ernst und den oberbadischen Landschaften in Basel                                                                           |
|  | 12. September 1525 | 2. Vertrag zwischen Ernst und den oberbadischen Landschaften in Basel                                                                           |
|  | 18. September 1525 | Vertrag zwischen Erzherzog Ferdinand und den Bauern des Breisgaus                                                                               |

Während im Umfeld des badischen Oberlandes zu Beginn des 16. Jahrhunderts diverse Aufstände der Bundschuh-Bewegung stattfanden, waren hier nur Bauern einiger Ortschaften im Norden der Herrschaft Badenweiler beteiligt. Insbesondere die Haltung der Landschaften Rötteln und Sausenberg im Erbfolgestreit um das Röttelsche Gemächt hatten den oberbadischen Bauern eine relativ starke Stellung gegenüber ihrer Herrschaft verschafft, weshalb sie weniger unterdrückt wurden und die Unzufriedenheit noch nicht überkochte.
Im Dezember 1524 nahm die Unruhe der Bauern im Breisgau zu und erreichte mit der Plünderung des Klosters St. Trudpert einen ersten Höhepunkt. Markgraf Ernst zog sich auf die Hochburg zurück und brachte sie in Verteidigungszustand. Ende April 1525 brachten die Ausschüsse der Landschaften der drei oberbadischen Herrschaften in Kandern ihre Klagen in scharfer Form vor – man wollte nicht abseits der allgemeinen Bauernbewegung stehen und übernahm auch die Zwölf Artikel der schwäbischen Bauern. In den ersten Tagen des Mai 1525 gab es nochmals eine Konferenz der Ausschüsse mit dem Rötteler Landvogt, Konrad Dietrich von Bolsenheim, bei der über die angebotenen Zugeständnisse des Markgrafen verhandelt wurde. Gleichzeitig wurden bereits Verbindungen zwischen der Bauernschaft der badischen Herrschaft Badenweiler mit jenen der Johanniter Herrschaft Heitersheim geknüpft und die Eroberung von Schloss Heitersheim geplant.
Schließlich plünderten die Bauern die sanktblasischen Propsteien Weitenau, Sitzenkirch und Bürgeln und besetzten die markgräflichen Schlösser Rötteln, Sausenburg, Badenweiler und Brombach. Klagen des Markgrafen über die Plünderung des Röttler Weinkellers und die Vernichtung des Archivs wurden von den Bauernführern bestritten.
Nachdem Ernst selbst zunächst auf seiner Hochburg Zuflucht gesucht hatte, begab er sich mit seiner Familie nach Freiburg. Die Familie verblieb in Freiburg während Ernst mit Zwischenaufenthalt in Breisach nach Straßburg ging. Seine Frau, Ursula von Rosenfeld, befand sich während der Besetzung durch die Bauern in Freiburg.
Die Haltung des Markgrafen zu seinen aufrührerischen Bauern wechselte innert kurzer Zeit mehrfach zwischen der Absicht, den Aufruhr gewaltsam niederzuschlagen und der Suche nach einer gütlichen Einigung. Letztlich war die Einwirkung der starken Nachbarn Basel und Straßburg ausschlaggebend dafür, dass er den Ausgleich suchte und seine Bauern milder behandelt wurden als jene im österreichischen Breisgau.

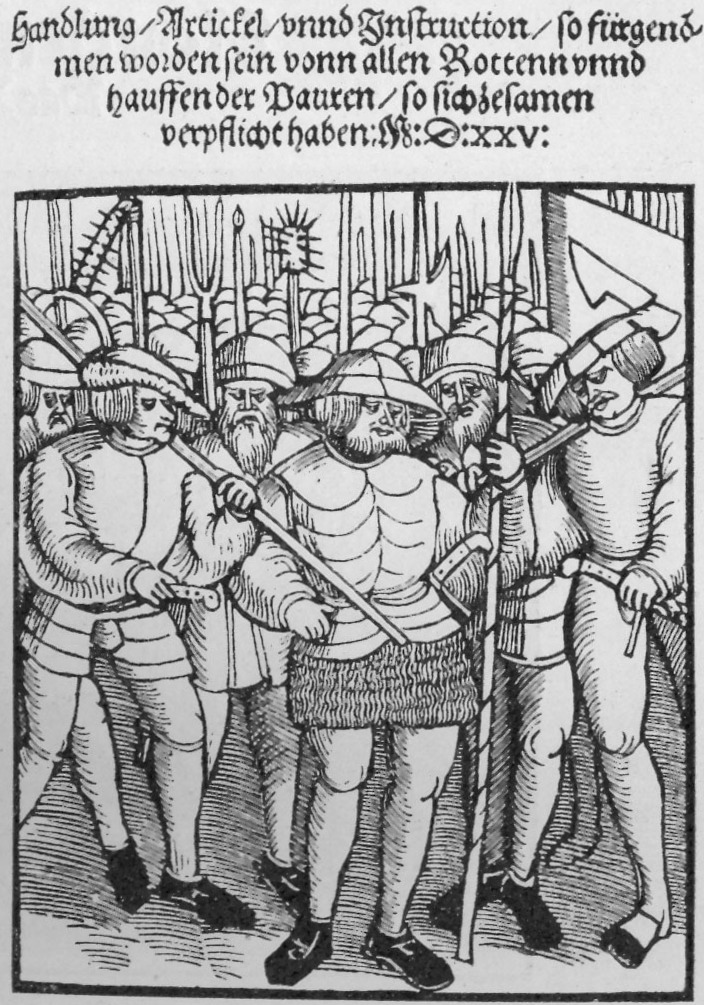
Titelblatt einer Flugschrift von 1525 mit den 12 Artikeln der Bauern

Bereits Ende Mai schlug die Situation für die bisher siegreichen Bauernhaufen um. Unter dem Eindruck der Siege der Truppen Herzog Antons von Lothringen und des Schwäbischen Bundes unter Georg Truchsess von Waldburg-Zeil im Elsass bzw. in Schwaben begannen die Bauern am Oberrhein zu wanken, zumal inzwischen auch klar wurde, dass die erwartete Unterstützung durch die Eidgenossen ausblieb oder sich auf kleine Freischaren beschränkte, die ohne den Rückhalt des schweizerischen Bundes eigenmächtig operierten. Auch Bestrebungen der Bauern, sich selbst der Eidgenossenschaft anzuschließen, änderten nichts daran, da insbesondere die reformationsfeindlichen Orte der Innerschweiz nichts mit den reformationsfreundlichen deutschen Bauern zu tun haben wollten.
Durch Vermittlung der Städte Basel und Straßburg kam es zunächst in Offenburg zu Verhandlungen und am 12. September 1525 wurde Frieden geschlossen zwischen Bauern und Markgraf. Die Bauern erhielten geringfügige Zugeständnisse und wurden vor der in den Nachbargebieten üblichen Rachejustiz geschützt, der Markgraf erhielt Schadensersatz.
Auf dem Richtplatz der Burg Rötteln (Kapf) wurden im April 1526 14 Todesurteile vollstreckt.
Es bleibt ungeklärt, ob die politischen Anführer der Bauernschaft bestraft oder Ausschreitungen im Rahmen des Aufstandes geahndet wurden. Das Schicksal der meisten namentlich bekannten Anführer ist unbekannt, von zweien ist überliefert, dass sie mit dem Leben davon kamen. Allerdings hat einer von diesen beiden sämtliche markgräflichen Lehen eingebüßt, womit seine wirtschaftliche Existenzgrundlage vernichtet wurde.

### Markgraf der oberen baden-durlachischen Herrschaften 1527–1533
1528 verwendet sich Ernst für die reformierte vorderösterreichische Landstadt Waldshut bei der österreichischen Regierung – ohne Erfolg.
1530 interveniert König Ferdinand bei Ernst wegen der Lieferung von Kanonenkugeln aus dem oberbadischen Eisenwerk in Kandern an den württembergischen Herzog Ulrich, worauf Ernst zusichert derartige Waffenlieferungen künftig zu verhindern.
Zu dieser Zeit wurden in Oberbaden auch weitere Erzvorkommen entdeckt. Ernst erließ eine Bergordnung und warb auswärtige Fachleute an.
Ernst nahm 1530 am Augsburger Reichstag teil und erhielt dort vom Kaiser für sich und seinen Bruder Philipp die badischen Herrschaften als Reichslehen und eine Bestätigung der Privilegien des Hauses Baden. Sein Versuch, zwischen den reformierten Fürsten und dem Kaiser zu vermitteln, scheiterte.
1532 beteiligten sich Ernst und Philipp am Türkenkrieg des Kaisers.

### Gemeinsame Verwaltung des Erbes von Philipp von Baden 1533–1535

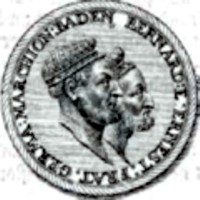
Eintrachtsmedaille von 1533 mit den Markgrafen Bernhard III. von Baden-Baden (vorne) und Ernst I. von Baden-Durlach (hinten)

Am 17. September 1533 verstarb sein Bruder Philipp ohne Erben und vermachte sein Gebiet seinen Brüdern Bernhard und Ernst gleichberechtigt.
Bernhard und Ernst regierten zunächst das Erbe Philipps gemeinsam, wodurch sich aber viele Probleme ergaben, daher wurde eine Teilung vorgenommen, bei der der ältere (Bernhard) die Teile definierte und der jüngere (Ernst) wählen durfte. Ernst wählte zu Bernhards Überraschung den größeren, aber weiter von seinem Oberland abgelegenen Teil mit den Städten Pforzheim und Durlach. Über die Details der Aufteilung gab es langwierige Streitigkeiten und mehrere Vergleiche.
Im Juni 1536 verstarb Bernhard und die weiteren Auseinandersetzungen erfolgten mit den Vormündern seiner kleinen Söhne (Philibert und Christoph). 1537 segnete auch die badische Landschaft einen Vergleich ab.

### Markgraf von Baden – Pforzheimer Teil 1535–1553
Ernst verlegte 1535 seine Residenz vom ländlichen Sulzburg in die größte Stadt der Markgrafschaft Baden, Pforzheim. In Dokumenten ist nun die Bezeichnung Markgrafschaft Baden – Pforzheimer Teil zu finden. Erst nach der Verlegung der Residenz durch seinen Sohn Karl II. nach Durlach um 1565 wurde die Bezeichnung Markgrafschaft Baden-Durlach gebräuchlich.

### Anekdote
Ernst galt seinen Zeitgenossen als sehr sparsam und hatte sein Zimmer über den Eingangspforten seiner Residenz, so dass er immer sehen konnte, wer kam und ging. Folgende Begebenheit berichtet Bartholomäus Sastrow in seiner Autobiographie:
Als einmal der Küchenchef einen schönen großen Karpfen stehlen wollte, sah der Markgraf diesen unten aus dem Mantel des Küchenchefs herausschauen, als dieser die Residenz verließ. Sofort sprang er auf, öffnete das Fenster und rief ihm nach. „Hörst Du, wenn du mir einen Karpfen stehlen willst, so nimm entweder einen kleineren Fisch oder einen längeren Mantel!“.

## Ehen und Nachkommen

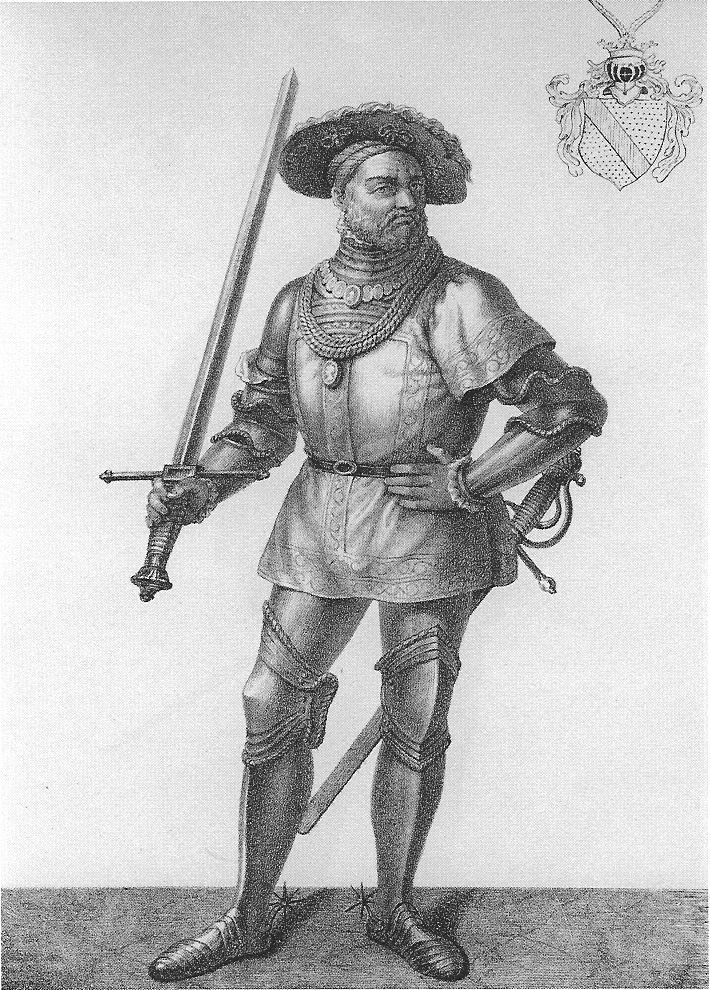
Ernst von Baden

### Die standesgemäße Ehe – Elisabeth von Brandenburg-Ansbach
In erster Ehe heiratete der Markgraf am 29. September 1510 Elisabeth von Brandenburg-Ansbach (* 25. März 1494; † 31. Mai 1518), die Tochter des Markgrafen Friedrich II. von Brandenburg-Ansbach. Aus dieser Ehe gingen folgende Kinder hervor:
- Albrecht (* Juli 1511; † 12. Dezember 1542), beteiligte sich am österreichischen Türkenkrieg 1541 in Ungarn und verstarb auf dem Rückweg in Wasserburg am Inn
- Anna (* April 1512; † nach 1579), heiratete am 11. Februar 1537 den Grafen Karl I. von Hohenzollern (* 1516; † 18. März 1576)
- Amalie (* Februar 1513; † 1594), heiratete 1561 den Grafen Friedrich II. von Löwenstein (* 22. August 1528; † 5. Juni 1569)
- Marie Jakobäa (* Oktober 1514; † 1592), heiratete im Februar 1577 den Grafen Wolfgang II. von Barby (* 11. Dezember 1531; † 23. März 1615)
- Marie Cleopha (* September 1515; † 28. April 1580), heiratete 1548 den Grafen Wilhelm von Sulz († um 1566)
- Elisabeth (* 20. Mai 1516; † 9. Mai 1568), heiratete 1533 den Grafen Gabriel von Salamanca-Ortenburg († Dezember 1539) und am 30. Juli 1543 den Grafen Konrad II. von Castell (* 10. Juli 1519; † 8. Juli 1577) in zweiter Ehe
- Bernhard (* Februar 1517; † 20. Januar 1553), Markgraf

### Die morganatische Ehe – Ursula von Rosenfeld
Der Markgraf heiratete in zweiter Ehe 1518 Ursula von Rosenfeld († 26. Februar 1538), die Tochter von Georg von Rosenfeld. Aufgrund des Standesunterschieds zwischen dem Markgrafen und der Niederadligen handelte sich dabei zwar um eine morganatische Ehe, auch wenn Ursula bei der Hochzeit in den Stand einer Markgräfin erhoben wurde. Die Erbberechtigung des Sohnes Karl war deshalb zu Lebzeiten seiner Halbbrüder umstritten und auch nach deren Tod konnte Karl sein Erbe nur antreten, weil die Vormünder seiner Stammesvettern aus der Bernhardinischen Linie keinen Einspruch erhoben. 1594/95 wurde diese morganatische Verbindung vom kaiserlichen Hof als Argument angeführt, weshalb die von Markgraf Ernst Friedrich – einem Enkel von Ernst – angefochtene Erbberechtigung der Kinder von Markgraf Eduard Fortunat und Marie von Eicken nicht akzeptiert wurde.
Aus dieser Ehe gingen folgende Kinder hervor:
- Margarete (* 1519; † 1571), heiratete am 12. November 1538 den Grafen Wolfgang II. von Oettingen (* 1511; † 1572)
- Salome († 1559), heiratete 1540 den Grafen Ladislaus von Fraunberg-Haag (1505–1566)
- Karl II. (* 24. Juli 1529; † 23. März 1577), Markgraf

### Die morganatische Ehe – Anna Bombast von Hohenheim

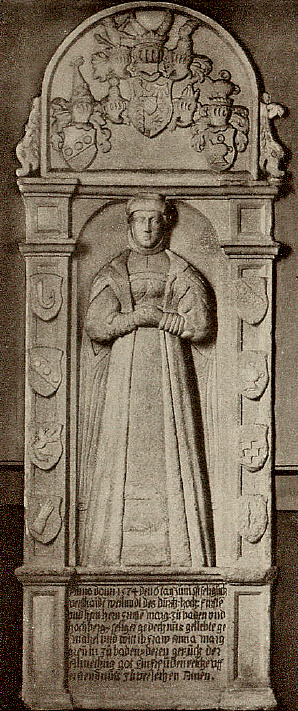
Grabmal für Markgräfin Anna von Baden–Durlach geb. Bombastin von Hohenheim

Der Markgraf heiratete in dritter Ehe am 1. März 1544 Anna Bombast von Hohenheim († 6. Juni 1574), Schwester von Georg Bombast von Hohenheim. Aus dieser Ehe gingen keine Kinder hervor.

### Kurzbiografien
- Arthur Kleinschmidt: Ernst (Markgraf von Baden-Durlach). In: Allgemeine Deutsche Biographie (ADB). Band 6, Duncker & Humblot, Leipzig 1877, S. 243 f.
- Friedrich Wielandt: Ernst, Markgraf von Baden-Durlach. In: Neue Deutsche Biographie (NDB). Band 4, Duncker & Humblot, Berlin 1959, ISBN 3-428-00185-0, S. 605 f. (Digitalisat).
- Ernestus Marg-Graf zu Baden. In: Johann Heinrich Zedler: Grosses vollständiges Universal-Lexicon Aller Wissenschafften und Künste. Band 8, Leipzig 1734, Sp. 1713 f.
- Johann Christian Sachs: Einleitung in die Geschichte der Marggravschaft und des marggrävlichen altfürstlichen Hauses Baden. Vierter Theil. Lotter, Carlsruhe 1770, S. 1–76 (eingeschränkte Vorschau in der Google-Buchsuche).

### Zur morganatischen Ehe
- Johann Stephan Pütter: Ueber Mißheirathen Teutscher Fürsten und Grafen, Göttingen 1796, S. 83–91 online in der Google Buchsuche
- Christoph Meiners, Ludwig Timotheus Spittler (Hrsg.): Mark-Graf Ernst von Baden und Ursula von Rosenfeld, die Stamm-Eltern des noch blühenden Badischen Hauses. In: Göttingisches Historisches Magazin. 4. Band, Hannover 1789, S. 737–772 online
- Casimir Bumiller: Ursula von Rosenfeld und die Tragödie des Hauses Baden. Gernsbach 2010, ISBN 978-3-938047-51-4.

### Zu anderen Teilaspekten
- Karl Seith: Das Markgräflerland und die Markgräfler im Bauernkrieg des Jahres 1525. Karlsruhe 1926.
- Heinrich Schreiber: Urkundenbuch der Stadt Freiburg im Breisgau, Neue Folge Der deutsche Bauernkrieg – gleichzeitige Urkunden. Jahr 1525 Januar bis Juli, Freiburg im Breisgau 1863, S. 179–184 (Digitalisat)
- Johann David Köhler: Die sehr seltene Fürstl. Badenische Brüderliche Eintrachts-Medaille von A. 1533. In: Im Jahr 1729 wöchentlich herausgegebener Historischer Münz-Belustigung. Erster Theil, Nürnberg 1729, S. 361–368 online in der Google-Buchsuche